# Le mille luci di New York (romanzo)
Le mille luci di New York è un romanzo dello scrittore statunitense Jay McInerney.

## Trama
Il nome del protagonista del romanzo non viene mai citato: l'autore, infatti, utilizza la tecnica della narrazione in seconda persona. Si tratta di un giovane che vive a New York, originario del Massachusetts, reduce dal divorzio con la moglie Amanda.
Amanda è una ragazza di Kansas City di origini molto modeste, con un'infanzia travagliata alle spalle, che lo sposa per dimenticare il passato ed entrare nella sfolgorante vita di città. Dopo aver rinunciato a frequentare l'università, Amanda inizia a lavorare come modella, e finisce con l'abbandonare il marito per fare carriera in Europa.
Depresso per il divorzio, il protagonista inizia a frequentare Ted Allagash e altri personaggi equivoci del Lower East Side di New York, che lo portano in un vortice di locali malfamati e cocaina. Questo stile di vita sfrenato lo porta a perdere l'invidiabile lavoro al Reparto Verifica dei Fatti di un'importante rivista. Egli si avventura sempre di più lungo questa spirale discendente, diviso tra l'aspirazione a cambiare e la depressione che lo spinge sempre più in fondo. Il romantico incontro con la cugina di Ted Allagash sembra l'unica cosa in grado di infondergli speranza, a distoglierlo dallo sgretolamento della propria vita.
Un giorno, il fratello Micheal si presenta a casa sua in occasione del primo anniversario della morte della madre. In questa parte del romanzo riemerge il difficoltoso passato del protagonista, la sua infanzia da disadattato, il rapporto con la madre recuperato solo poco prima della morte di lei. Il doloroso flashback mette a nudo le radici del suo comportamento autodistruttivo e pone le basi per l'inevitabile decisione di ricominciare tutto daccapo. Il libro si chiude proprio con l'immagine di una nuova alba e di una nuova consapevolezza.

## Edizioni
- Jay McInerney, Le mille luci di New York, traduzione di Marisa Caramella, collana Tascabili, Bompiani, 2001,  p. 153, ISBN 88-452-4367-2.